# Crassula ausensis
Crassula ausensis är en fetbladsväxtart. Crassula ausensis ingår i släktet krassulor, och familjen fetbladsväxter.

## Underarter
Arten delas in i följande underarter:
- C. a. ausensis
- C. a. giessii
- C. a. titanopsis

## Bildgalleri

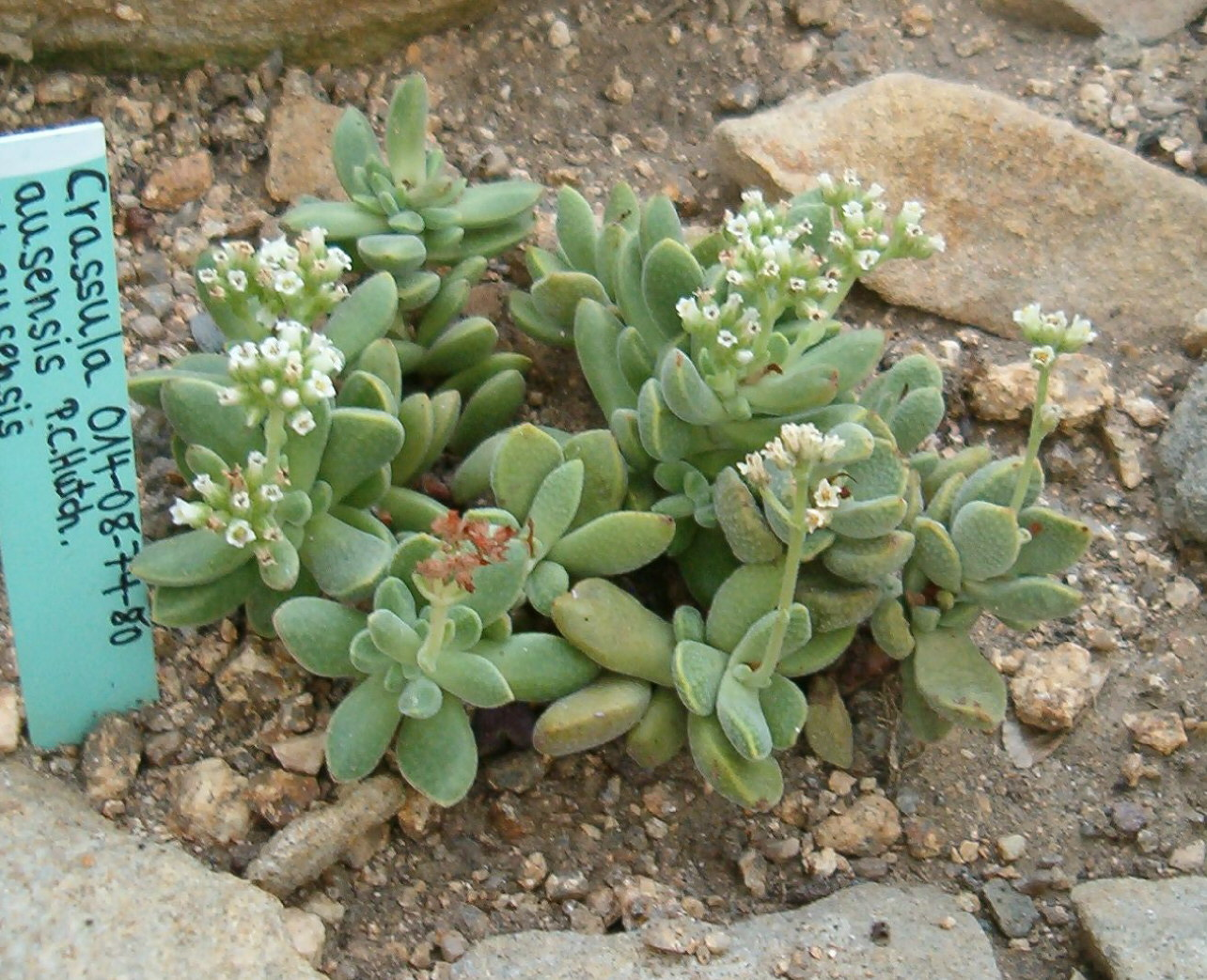
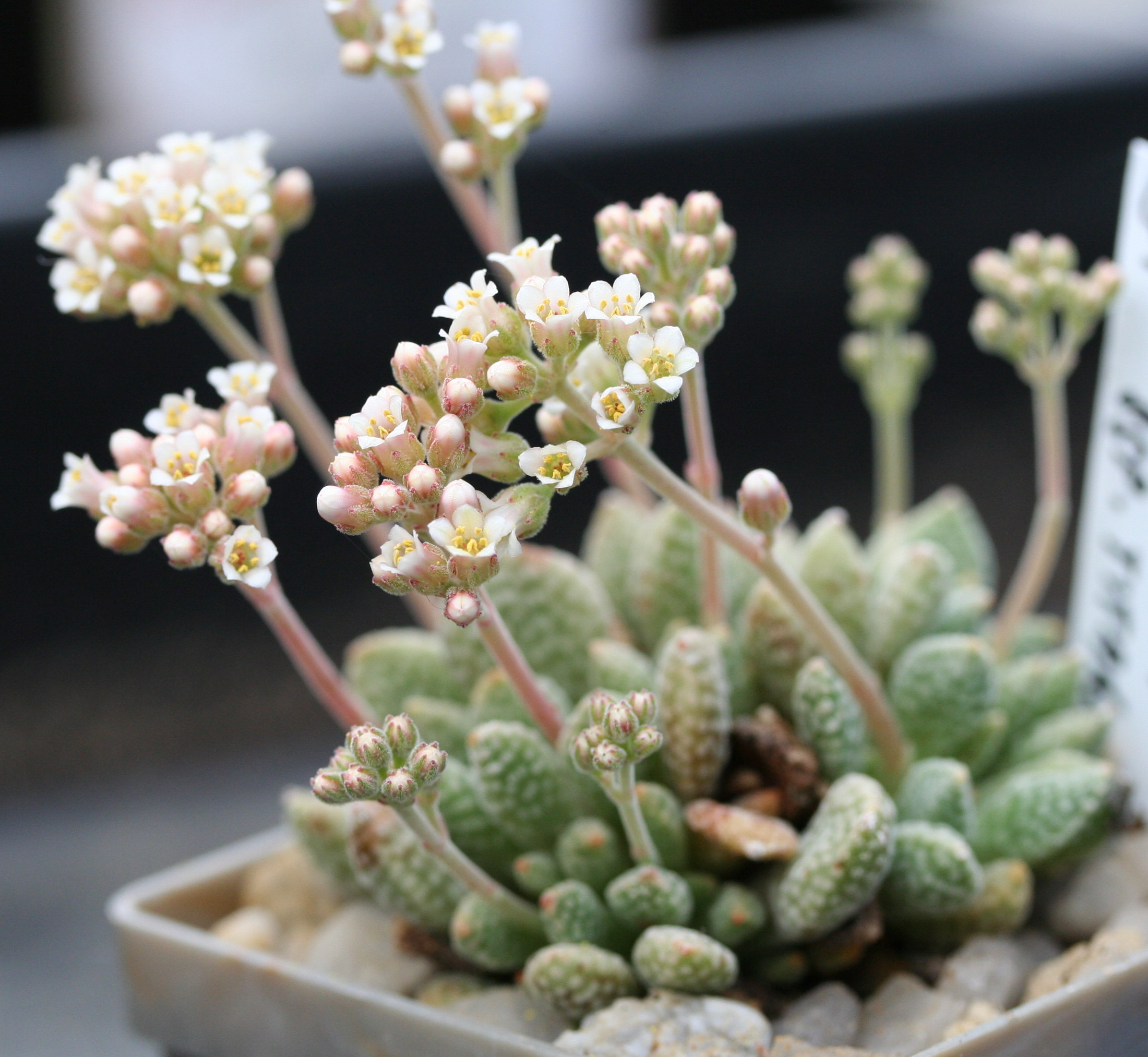
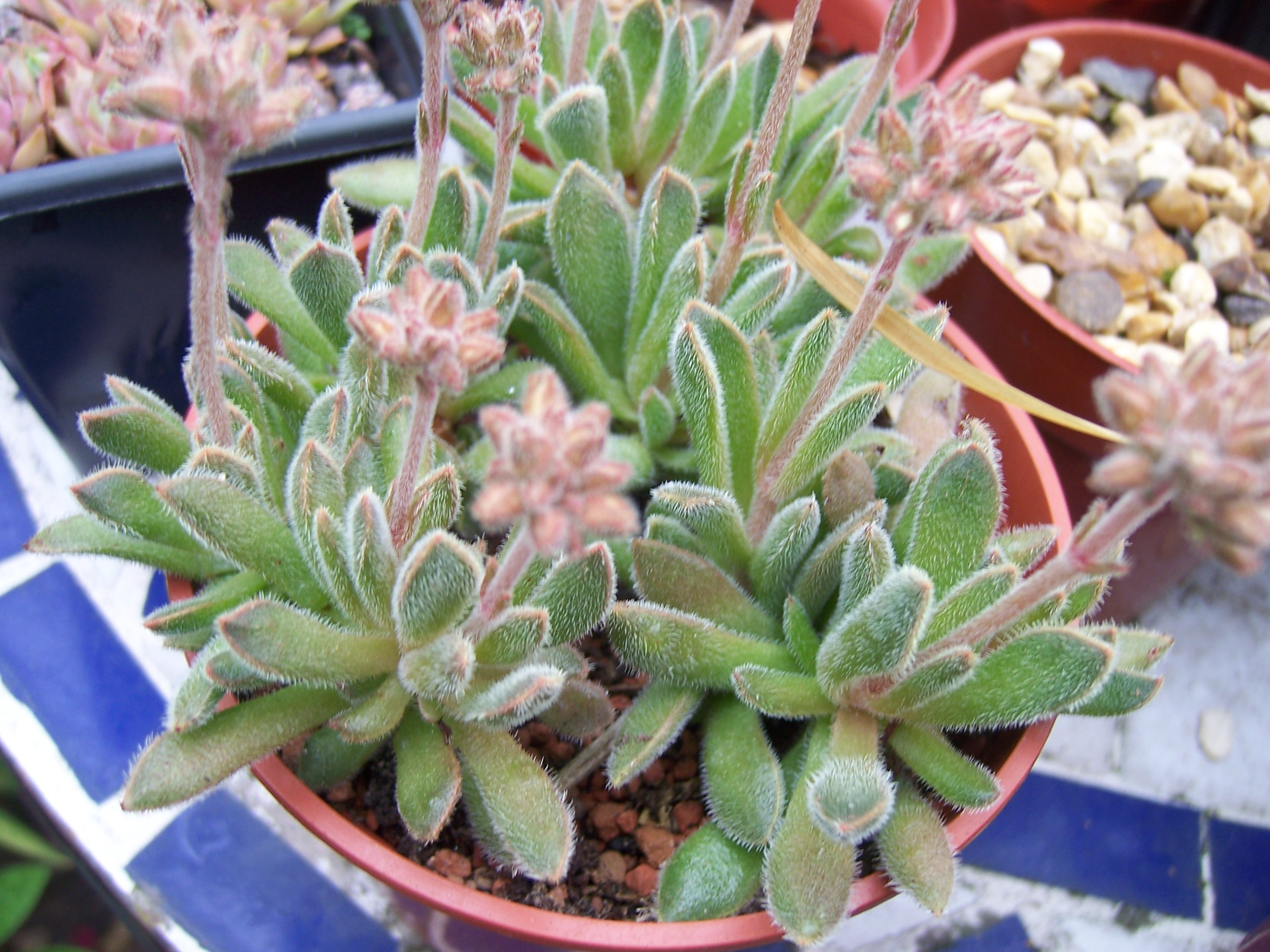
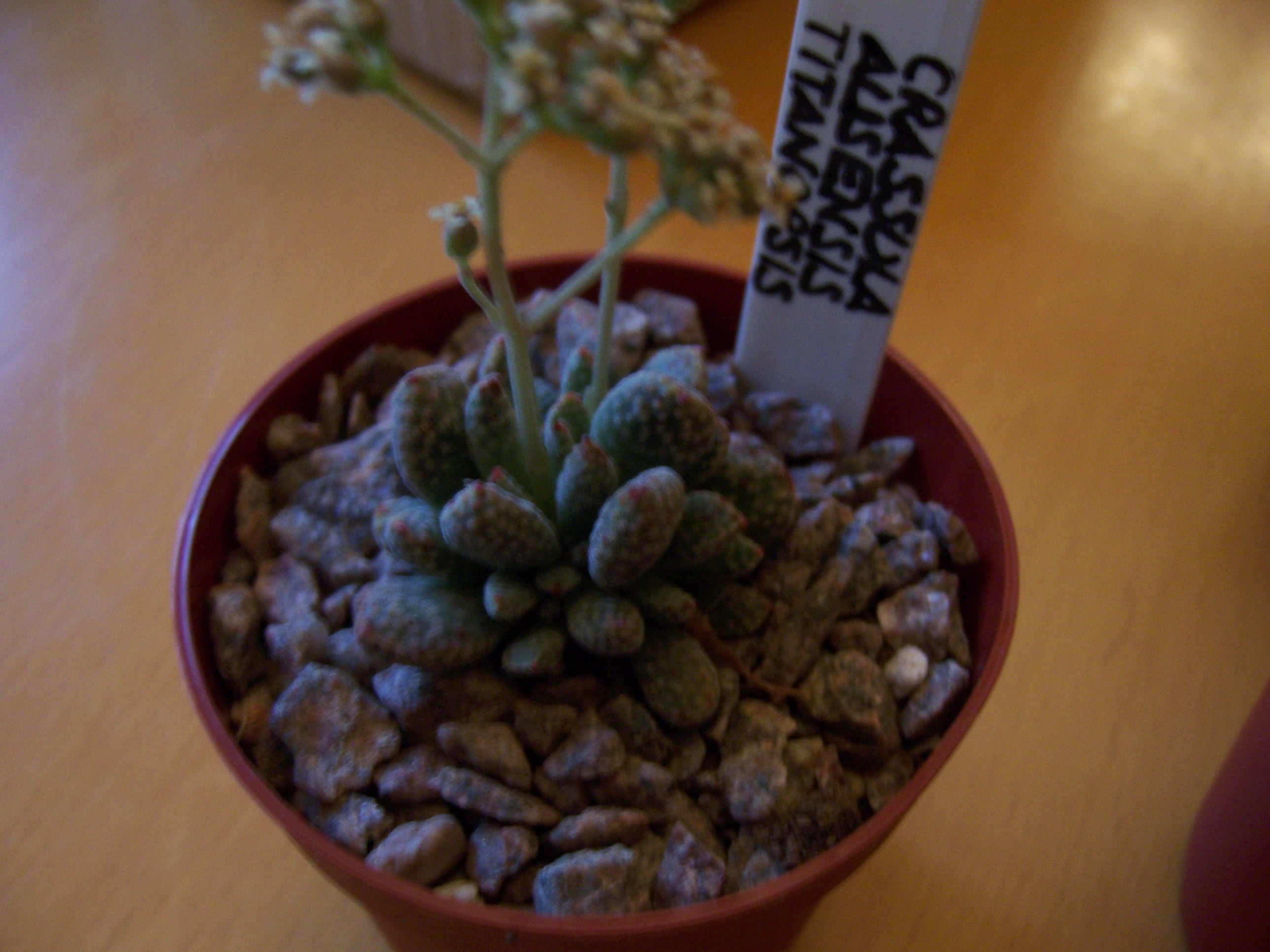